# Perla illiesi
Perla illiesi és una espècie d'insecte plecòpter pertanyent a la família dels pèrlids.

## Hàbitat
En el seu estadi immadur és aquàtic i viu a l'aigua dolça, mentre que com a adult és terrestre i volador.

## Distribució geogràfica
Es troba al sud-est d'Europa: Bulgària, Itàlia, la part europea de Turquia i els territoris de l'antiga Iugoslàvia.